# كونسينتريكس
كونسينتريكس هي شركة أمريكية متخصصة في الاستعانة بمصادر خارجية لعمليات الأعمال ومقرها في نيوارك، كاليفورنيا ، الولايات المتحدة. كانت شركة تابعة لشركة ساينيكس (NYSE: SNX) منذ عام 2006 وأصبحت شركة عامة مستقلة في 1 ديسمبر 2020. ظهرت شركة كونسينتريكس لأول مرة في قائمة فورتشين 500 في عام 2024، واحتلت المرتبة رقم 499.

## تاريخ الشركة والاستحواذات
تأسست شركة كونسينتريكس في عام 1983 م، واستحوذت على حلول وخدمات إدارة التأمين الخاصة بها في عام 2013 من شركة آي بي إم .  استحوذت شركة كونسينتريكس على ثماني شركات منذ عام 2006، بما في ذلك آي بي إم داكش ، ميناكوس جروب.
في 28 يونيو 2018، أعلنت شركة كونفرجايز وشركة ساينكيس أنهما توصلتا إلى اتفاق نهائي تستحوذ بموجبه شركة ساينكيس على شركة كونفرجايز مقابل 2.43 مليار دولار أمريكي من الأسهم والنقد مجتمعة، وتدمجها مع شركة كونسينتريكس.
في 5 أكتوبر 2018، أعلنت شركة كونفرجايز ، شركة ساينكس عن اكتمال عملية الاندماج. 
في 29 مارس 2023، أعلنت شركة كونسينتريكس عن الاستحواذ على كونسينتريكس ودمجها مع ويب هيلب في صفقة بقيمة 4.8 مليار دولار. وقد تم تقدير القيمة الإجمالية للشركة مجتمعة بحوالي 9.8 مليار دولار. في سبتمبر 2023، وافقت المفوضية الأوروبية على عملية الاستحواذ، بموجب لوائح الاندماج بالاتحاد الأوروبي.
في 15 يناير 2025، أعلنت شركة كونسينتريكس عن استحواذها وتأسيسها لشركة تجربة العملاء - أس بي بعينك سي أكس الاستشارية في الفلبين .

## عقد هيئة الإيرادات والجمارك
في عام 2014، فازت شركة كونسينتريكس بعقد بقيمة 75 مليون جنيه إسترليني من سلطة الضرائب في المملكة المتحدة، وهي هيئة الإيرادات والجمارك البريطانية ، لمراجعة مليوني مطالبة بالائتمان الضريبي بحثًا عن الاحتيال وجوائز الائتمان الضريبي غير الصحيحة.  الاعتمادات الضريبية هي أحد أشكال إعانات الرعاية الاجتماعية في المملكة المتحدة والتي يتم دفعها للآباء والعمال ذوي الدخل المنخفض. في عام 2016، تعرضت شركة كونسينتريكس لانتقادات شديدة من اللجنة البرلمانية متعددة الأحزاب المعنية بالرعاية الاجتماعية بسبب إغلاقها بشكل غير صحيح لمطالبات عشرات الآلاف من المطالبين، مما تركهم بدون أموال للضروريات.  كشف تقرير حكومي أن 87% من 36 ألف استئناف ضد شركة كونسينتريكس تم قبولها.  في سبتمبر 2016، أعلنت هيئة الإيرادات والجمارك أنها لن تجدد العقد، الذي كان من المقرر أن ينتهي في عام 2017، على الرغم من أن وزارة الخزانة قاومت الدعوات إلى إجراء تحقيق كامل حتى الآن.  ونتيجة لإخفاقات شركة كونسينتريكس، كان من المقرر أيضًا أن يتلقى آلاف المطالبين مدفوعات متأخرة عن المطالبات التي تم إيقافها بشكل غير صحيح.  بلغت تكلفة معالجة مراجعات الحالات الناتجة عن ذلك 43 مليون جنيه إسترليني لهيئة الإيرادات والجمارك. 

## روابط خارجية
قالب:S&P 400 companies